# Praepusa
Praepusa — вимерлий рід тюленів з неогенових морських відкладень у Європі.
Є п'ять визнаних видів Praepusa. P. boeska, відомий з відкладів пліоцену в Нідерландах, примітний тим, що є найменшим викопним тюленем, розміром якого можна порівняти з найменшими збереженими тюленями роду Pusa. Інші види включають P. magyaricus, знайдений у відкладах серравалльського віку в Угорщині, P. pannonica, відома з міоценових морських відкладень у східному Паратетісі, P. tarchankutica, відомий з міоцену України, та P. vindobonensis, відомий з морських відкладень міоцену в Центральній та Східній Європі.